# ماسال (چالوس)
ماسال، روستایی است از توابع بخش مرزن‌آباد شهرستان چالوس در استان مازندران ایران.

## وجه تسمیه
ماسال معرب شده واژه «مازال» یا «مزال» به معنی کوه‌پایه یا کوه‌وار است.

## جمعیت
این روستا در دهستان کوهستان (چالوس) قرار دارد و براساس سرشماری مرکز آمار ایران در سال ۱۳۸۵، جمعیت آن ۸۰ نفر (۱۹خانوار) بوده‌است. مردم ماسال از قومیت طبری هستند. مردم ماسال به زبان طبری با گویش چالوسی سخن می‌گویند.